# Koca Sinan Pascià
Koca Sinan Pasha (Topojan, 1506 – Costantinopoli, 3 aprile 1596) è stato un militare e politico ottomano  di etnia albanese che servì come gran visir per l'Impero ottomano.

## Biografia
Nel 1569 venne nominato governatore dell'Egitto e nel 1571 partecipò alla conquista ottomana dello Yemen. Nel 1574 comandò la spedizione che strappò Tunisi alla Spagna.
Nel 1580 Sinan guidò le truppe turche contro i Safavidi di Persia e si guadagnò i favori del sultano Murad III che lo elevò al rango di gran visir. Già l'anno successivo però, causa la sconfitta a Gori del suo luogotenente Mehmed Pascià, cadde in disgrazia e venne esiliato.
Governatore di Damasco, Sinan si riguadagnò il titolo di gran visir dopo la grande rivolta dei Giannizzeri (1589). Coinvolto nella contesa per il trono di Valacchia tra Mihnea Turcitul e Petru Cercel, appoggiò Mihnea e presenziò personalmente all'esecuzione di Petru nel marzo del 1590. Una seconda rivolta dei Giannizzeri portò alla caduta di Sinan che tornò ad essere gran visir nel 1593, anno in cui guidò l'armata del sultano contro gli Asburgo nella Battaglia di Sisak.
Nonostante le sue vittorie, Sinan venne deposto nel 1595 dal nuovo sultano Mehmed III e bandito a Maghara ma già nell'agosto successivo il pasha era tornato al potere ed alla guida di un'armata, questa volta contro il voivoda di Valacchia Michele il Coraggioso. Sconfitto nella 
Battaglia di Călugăreni dai valacchi e successivamente messo in scacco dagli Asburgo (fondamentale lo smacco subito ad Esztergom), cadde nuovamente in disgrazia e venne privato del suo titolo il 19 novembre. Tre giorni dopo, il suo successore, Lala Mehmed Pascià, morì: l'evento venne letto come un segno del cielo, così Sinan venne nominato gran visir per la quinta volta nella sua vita. Morì improvvisamente nella primavera del 1596, lasciando una grande fortuna agli eredi.

### Le ossa di San Sava
La memoria di Sinan Pascià è invisa alla Chiesa ortodossa serba per il ruolo giocato dal pascià nella sottrazione delle reliquie di San Sava nel 1595. In spregio ai Serbi, rei di essersi schierati al fianco degli Asburgo, Sinan ordinò la sottrazione e la sepoltura delle reliquie di Sava, fondatore nel XII secolo della chiesa ortodossa indipendente serba. Sopravvisse alla profanazione solo la mano destra del santo, oggi conservata nel Tempio di San Sava a Belgrado.

## Famiglia
Sposò Esmehan Hanımsultan, figlia di Beyhan Sultan e nipote del sultano Selim I. Ebbero un figlio e tre figlie:
- Mehmed Pasha
- Emine Hanım
- Hatice Hanım
- Hüma Hanım